# Número de Markov

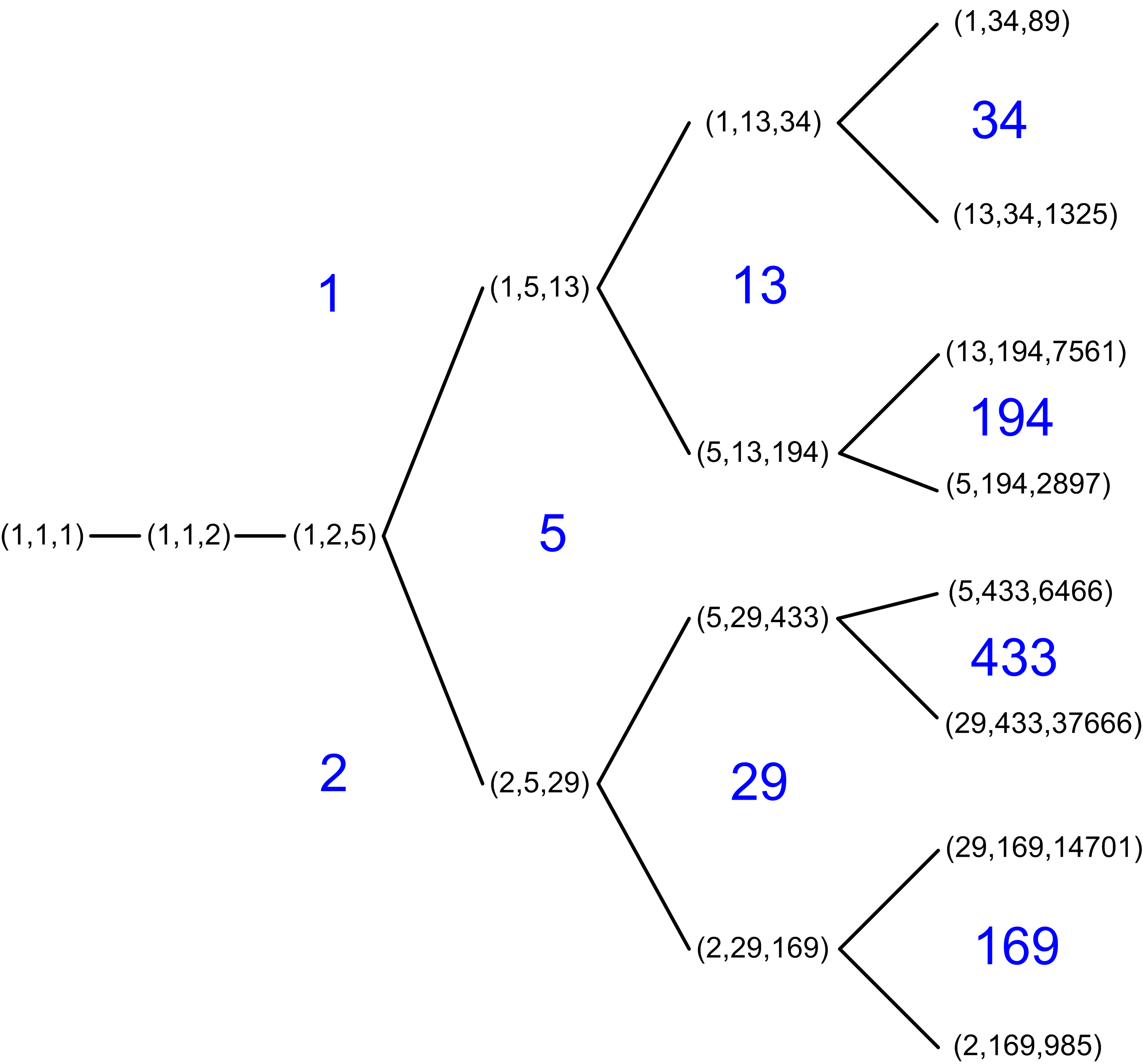
Los primeros niveles del árbol numérico de Markov

Un número de Markov (o número de Markoff) es un entero positivo que es parte de una solución a la ecuación diofántica de Markov:
{\displaystyle x^{2}+y^{2}+z^{2}=3xyz}
Esta ecuación fue estudiada por Andréi Márkov. 
Los primeros números de Markov son el 1, 2, 5, 13, 29, 34, 89, 169, 194, 233, 433, 610, 985, 1325... (sucesión A002559 en OEIS), que aparecen como coordenadas de los triples de Markov
(1, 1, 1), (1, 1, 2), (1, 2, 5), (1, 5, 13), (2, 5, 29), (1, 13, 34), (1 , 34, 89), (2, 29, 169), (5, 13, 194), (1, 89, 233), (5, 29, 433), (1, 233, 610), (2, 169 , 985), (13, 34, 1325), etc.
Hay infinitos números de Markov y triples de Markov.

## Conjetura de la unicidad
La conjetura de unicidad afirma que cada número de Markov ocurre exactamente una vez como el máximo de un triple de Markov. Curiosamente, esta conjetura tiene una versión equivalente que ni siquiera menciona los números de Markov.